# Saison 2014-2015 de l'AS Nancy-Lorraine
Maillots
Dernière mise à jour : 9 aout 2014.
Chronologie
Saison précédente Saison suivante
L'AS Nancy-Lorraine joue lors de la saison 2014-2015, en deuxième division. Cette saison voit le club s'engager dans trois compétitions que sont la Ligue 2, la Coupe de France et la Coupe de la Ligue.

## Résumé de la saison
Avant le démarrage de la saison, Nicolas Holveck quitte son poste de vice-président de l'ASNL pour rejoindre l'AS Monaco.
L'attaquant Youssouf Hadji revient au club pour la seconde fois, afin de relever le challenge de la montée en Ligue 1. L'ASNL connaît un très bon début de saison avec une 2e place au classement au bout de la 14e journée, mais subit ensuite une série de 10 matches sans victoire, glissant à la 8e place à l'issue des matchs aller.
Grâce aux excellentes performances de Youssouf Hadji (meilleur buteur du club avec 14 réalisations), l'équipe remonte au classement lors de la deuxième partie de saison, mais ne parvient pas à l'emporter lors d'un match décisif de la 37e journée face au 3e, le SCO Angers (match nul 0-0). L'ASNL termine finalement à la 5e place du classement du championnat, à six points d'Angers, dernier promu.

## Avant-saison

### Matchs amicaux
| Date                     | Adversaire                     | Lieu                   | Résultat | Buteurs Nancy                       | Buteurs adverses              | Spectateurs | Arbitre    |
| ------------------------ | ------------------------------ | ---------------------- | -------- | ----------------------------------- | ----------------------------- | ----------- | ---------- |
| Dimanche 6 juillet 2014  | Épinal (National)              | Vagney (88)            | 3-1      | Bauchet 14e, Hadji 42e, Joachim 74e | Gazagnes 63e                  | 400         | M.Cailleux |
| samedi 12 juillet 2014   | Troyes (Ligue 2)               | Vitry-le-François (51) | 1-1      | Dalé 43e                            | Ben Khalfallah 48e (pen.)     | 700         | M.Guenaoui |
| mercredi 16 juillet 2014 | Reims (Ligue 1)                | Épernay (51)           | 1-0      | Hadji 36e                           | -                             | -           |            |
| samedi 19 juillet 2014   | Kaiserslautern (2. Bundesliga) | Ramstein (ALL)         | 2-2      | Louis 43e, Dalé 90e                 | Graus 28e, Matmour 90e (pen.) | -           | -          |

L'ASNL termine ses matchs de préparation invaincue.

### Transferts
| Été                 |             |                           |                    |  |
| Nom                 | Prénom      | Provenance/Destination    | Division           |  |
| Arrivées            |             |                           |                    |  |
|                     |             |                           |                    |  |
| Fin de Contrat      |             |                           |                    |  |
| Ehret               | Fabrice     | Evian TG / Nancy          | Ligue 1            |  |
| Cetout              | Julien      | Tours / Nancy             | Ligue 2            |  |
| Libre               |             |                           |                    |  |
| Dalé                | Maurice     | Arles-Avignon / Nancy     | Ligue 2            |  |
| Libre               |             |                           |                    |  |
| Hadji               | Youssouf    | / Nancy                   | -                  |  |
| Prêts               |             |                           |                    |  |
| Dembélé             | Mana        | EA Guigamp / Nancy        | Ligue 1            |  |
| Nardi               | Paul        | Monaco / Nancy            | Ligue 1            |  |
| Iglesias            | Jonathan    | El Tanque Sisley / Nancy  | Primera División   |  |
| Départs             |             |                           |                    |  |
|                     |             |                           |                    |  |
| Ventes              |             |                           |                    |  |
| Louis               | Jeff        | Nancy / Standard de Liège | Jupiler Pro League |  |
| Jeannot             | Benjamin    | Nancy / Lorient           | Ligue 1            |  |
| Nardi               | Paul        | Nancy / Monaco            | Ligue 1            |  |
| Bellugou            | François    | Nancy / Lorient           | Ligue 1            |  |
| Fins de Contrat     |             |                           |                    |  |
| Mangani             | Thomas      | Nancy / Chievo Verone     | Série A            |  |
| Grégorini           | Damien      | Nancy /                   |                    |  |
| Rachid              | Fouad       | Nancy /                   |                    |  |
| Dampha              | Abdourahman | Nancy /                   |                    |  |
| Lippmann            | Fabien      | Nancy /                   |                    |  |
| Cuvillier           | Alexandre   | Nancy / Brest             | Ligue 2            |  |
| Ayasse              | Thomas      | Nancy / Troyes            | Ligue 2            |  |
| Moukandjo           | Benjamin    | Nancy / Reims             | Ligue 1            |  |
| Transfert définitif |             |                           |                    |  |
| Mollo               | Yohan       | Nancy / Saint-Étienne     | Ligue 1            |  |